# Cine en catalán
El cine en catalán o valenciano (también, en versión original catalana (VOC) comprende todas aquellas producciones cinematográficas realizadas originalmente en idioma catalán/valenciano, independientemente del lugar donde se produzcan o del origen de sus autores.

## Historia

### Los inicios
A pesar de que en algunas grabaciones de los primeros años 30 ya se podía sentir hablar o cantar en catalán, se considera que la primera película en lengua catalana después de la irrupción del cine sonoro es El café de Marina, de Domènec Pruna, rodada en 1933 y basada en la obra teatral homónima de Josep Maria de Sagarra. Del mismo año es El fava de Ramonet, un cortometraje rodado y dirigido en Valencia por Joan Andreu Moragas, siendo la primera película en valenciano. Estos precedentes, sin embargo, no tuvieron continuidad en el cine comercial.
Durante la Segunda República, la Generalidad de Cataluña creó un Comité de Cine con voluntad de dinamizar una industria audiovisual propia. El inicio de la guerra civil española rompió este propósito, pero fue la semilla del Servicio de Cine, creado en 1934 dentro del Comité de Propaganda, que rodó centenares de films documentales en lengua catalana realizados y distribuidos bajo la marca Laya Films y exhibidos por Catalònia Films. Destacan los noticiarios sobre la evolución de la Guerra y los documentales sobre la reraguarda. Entre los realizadores de Laya Films destacó Ramon Biadiu, que realizaba documentales con ambiciones artísticas y no meramente informativas, como se hace patente en su debut con El Port. Impressió matinal (1932), y Félix Marquet, que llevó a cabo una importante tarea documental al frente de guerra. En aquellos años también se realizaron algunas ficciones, como Aurora d'esperança (1937), de Antonio Sau, considerado el primer intento de hacer cine social. Entre las últimas producciones de Laya Films destaca, por su interés, el documental Catalunya màrtir (1938).

### Bajo la dictadura franquista
La dictadura franquista borró la presencia de la lengua catalana del ámbito público y de las industrias culturales. A partir de los años 50 se toleraron algunos productos en catalán, siempre que fueran de temática religiosa o ideológicamente afines al régimen. En este contexto, Ignacio Iquino realizó El Judes en 1952, primer film hablado en catalán desde 1939. Pero no fue hasta finales de los años 60, con el camino abierto por la Escuela de Barcelona y la recuperación de la literatura y el teatro catalán, cuando se recupera tímidamente la lengua en algunas producciones: Maria Rosa (1965), versión cinematográfica del clásico de Àngel Guimerà realizada por Armand Moreno; En Baldiri de la Costa (1967), de Josep M. Font, protagonizada por Joan Capri; No compete amb les dits (1967), de Pere Portabella y Joan Brossa; Tren de matinada (1968), de Antoni Ribas; La llarga agonia dels peixos (1969), de Francesc Rovira-Beleta o la versión cinematográfica de Laia de Salvador Espriu, realizada por Vicenç Lluch en 1969.

### Durante la Transición
Después de la muerte del dictador Francisco Franco, en plena Transición democrática se produce una reactivación de los sectores culturales en catalán. En el ámbito del cine, la recuperación es más tímida debido a la carencia de una industria propia que apueste. A pesar de esto, varios realizadores empiezan a rodar sus films en lengua catalana, muchos de los cuales bajo la estrella de la recuperación histórica o la necesidad de explicar los sucesos más recientes de Cataluña. Es el caso de La cuitas cremada (1976), de Antoni Ribas; el documental La Nova Cançó (1976), de Francesc Bellmunt; La ràbia (1968-1977), de Eugeni Anglada; Ocaña, retrat intermitente (1978), de Ventura Pons; Companys, procés a Catalunya (1979), de Josep Maria Forn; La plaça del Diamant (1981), de Francesc Betriu, basada en la obra homónima de Mercè Rodoreda o Bearne o la casa de les nines (1983), de Jaime Chávarri, basada en la novela de Lorenzo Villalonga. La apertura democrática también da pie a un cine desinhibido, que quiere romper los tabúes morales instalados durante la dictadura. Son ejemplos L'obscura història de la cosina Montse (1978), de Jordi Cadena; L'orgia (1978) y La quinta del porro (1980), de Francesc Bellmunt; El vicario d'Olot (1981), de Ventura Pons; Hèctor, l'estigma de la por (1982), de Carlos Pérez Ferre, o El feixista, la pura i el merder de l'escultura (1983), de Joaquim Coll Espona. Otra línea temática es la del thriller policiaco, con películas como Putapela (1981), de Jordi Bayona; Barcelona Sud (1981), de Jordi Cadena; Un negre amb un saxo (1988), de Francesc Bellmunt, basado en la novela de Ferran Torrent, o el díptico formado por Adela (1987) y L'amor és estrany (1988) de Carles Balagué.
Pero el género más productivo del final de estos años es el de la comedia, que genera títulos de éxito considerable hasta muy entrada la década de los 90. Son ejemplos Boom, Boom (1990), de Rosa Vergés; Rateta, rateta (1990), de Francesc Bellmunt; Què t'hi jugues, Mari Pili? (1990), Aquesta nit o mai (1991) y Rosita, please! (1994), los tres de Ventura Pons; Ho sap el ministre? (1991), de Josep M. Horno; No et tallis ni un pèl (1991), de Francesc Casanovas, o Parella de tres (1995), de Antoni Verdaguer. A su lado, también proliferan películas basadas en relatos históricos, como El largo hivern (1991), de Jaime Ando; Habanera (1993), de Antoni Verdaguer; o Monturiol, el senyor del mar (1993), de Francesc Bellmunt; y películas inspiradas en obras literarias, como La punyalada (1989), de Jordi Grau, basada en la novela de Marià Vayreda; La teranyina (1989) de Antoni Verdaguer, basada en la novela de Jaume Cabré; Solitud (1991), de Romà Guardiet, inspirada en la novela de Víctor Català; La fiebre d'or (1992), de Gonzalo Herralde, basada en la obra de Narcís Oller o El perquè de tot plegar (1995), de Ventura Pons, basada en los cuentos de Quim Monzó. Estas tendencias conviven con obras de mirada más personal, como La teta i la Lluna (1994), de Bigas Luna; El passatger clandestí (1995) de Agustí Villaronga; y Un cos al bosc (1996), de Joaquim Jordà.

### Hacia la normalidad
El año 1975 se crea el Instituto del Cine Catalán, destinado a fomentar la producción y la exhibición en Cataluña y en 1981 la Generalidad de Cataluña crea el Servicio de Cinematografía y el Archivo de Audiovisuales, que dará lugar a la Filmoteca de Cataluña. En 1984 se inician las retransmisiones en catalán para RTVE con regularidad y en 1983 se crea Televisión de Cataluña, que contribuye de forma decisiva a la incipiente industria cinematográfica en lengua catalana. Años más tarde se crean Televisión Valenciana (1989), Andorra Televisión (1995) y Televisión de las Islas Baleares (2005), que contribuyen de manera desigual al mismo propósito. Por otro lado, en 1994 empieza su actividad la Escuela Superior de Cine y Audiovisuales de Cataluña (ESCAC), con un Graduado Superior en Cine y Audiovisuales adscrito en la Universidad de Barcelona. Pocos años después pone en marcha el Máster de Documental de la Universidad Pompeu Fabra y proliferan otros estudios universitarios y de formación profesional sobre cine y técnicas audiovisuales.
Todos estos elementos dan fruto al giro del siglo XXI, con la irrupción de una nueva generación de cineastas catalanes que aportan nuevas ideas y visiones. Se considera que el film Mones com la Beky (1999), del veterano Joaquim Jordà y Núria Villazán, representa un punto de inflexión y el inicio de nuevas formas de entender y de hacer cine en lengua catalana, especialmente en el ámbito documental. La estela abierta por este film tuvo continuidad con documentales como De nens (2003) del mismo Jordà; Aiguaviva (2004), de Ariadna Pujol; Nedar (2008), de Carla Subirana, Pas a nivell (2007), de Pere Vilà o Garbo, l'espia (2009), de Edmon Roch. De forma paralela, en el campo de la ficción se consolida un nuevo cine de autor con nombres propios que se hacen un lugar a los festivales internacionales. Es el caso de Marc Recha, que sitúa Pau i el ser germà, 2001 y Les mans buides, 2003 al Festival de Cannes y Dies d'agost (2006) y Petit Indi (2009) al Festival de Locarno; o Albert Serra, que consigue un notable eco internacional y triunfa en Cannes con Honor de Cavalleria (2006) y El cant dels ocells (2008) y en Locarno con Història de la meva mort (2013).
Junto a estos nombres, destacan otros realizadores que han hecho crecer la nómina de títulos del nuevo cine de autor en catalán, como Mar Coll (Tres dies amb la família, 2008 y Tots volem el millar per a ella, 2014); Carles Torras (Joves, 2004, Trash, 2009); Pau Freixas (Herois, 2010); Judit Colell (Elisa K, 2010); Lluís Galter (Caracremada, 2010); Kike Maillo (Eva, 2011); Neus Ballús (La plaga, 2013); Dani de la Orden (Barcelona, bit d'estiu, 2013; Barcelona, nit d'hivern, 2016). Y autores de generaciones anteriores continúan rodante películas en lengua catalana, como Pere Portabella (El silencio abans de de Bach, 2007); Ventura Pons (Actrius,1997; Carícies, 1998; Amic/Amat, 1999; Morir (o no), 2000; Anita no perd el tren, 2001; Amor idiota, 2004, etc.); Manuel Huerga (Salvador, 2006) o Agustí Villaronga (El mar, 2000, basada en la obra de Blai Bonet; y Pa negre, 2010, basada en la obra de Emili Teixidor). Este film obtuvo un gran éxito de taquilla y numerosos reconocimientos y fue la primera película en lengua catalana seleccionada para participar en los Oscars de Hollywood, a pesar de que no superó la fase inicial.

## Festivales y galardones
Uno de los principales certámenes de cine en lengua catalana es el Festival Internacional de Cinema en Català Costa Daurada, que se celebra anualmente en Roda de Bará. Además, muchos de los 48 festivales y muestras que se agrupan bajo la asociación Catalunya Film Festivals dedican espacios a la producción íntegra o parcial en catalán.

### Premios Gaudí
En 2008 se fundó la Academia del Cine Catalán para impulsar la cinematografía propia y el año siguiente se crearon los Premios Gaudí, dentro de los cuales se reconocen anualmente las mejores películas realizadas en lengua catalana. Este es el palmarés (obra ganadora y finalistas) de la categoría de Mejor película en lengua catalana hasta la actualidad:
| Año  | Películas                            | Directores                                           |
| ---- | ------------------------------------ | ---------------------------------------------------- |
| 2009 | El canto de los pájaros              | Albert Serra                                         |
| 2009 | Forasteros                           | Ventura Pons                                         |
| 2009 | Myway                                | José Antonio Salgot                                  |
| 2009 | Road Spain                           | Jordi Vidal                                          |
| 2010 | Tres días con la familia             | Mar Coll                                             |
| 2010 | Trash                                | Carles Torras                                        |
| 2010 | V.O.S. (Versió Original Subtitulada) | Cesc Gay                                             |
| 2010 | Xtrems                               | Abel Folk y Joan Riedweg                             |
| 2011 | Pan negro                            | Agustí Villaronga                                    |
| 2011 | Elisa K                              | Judith Colell y Jordi Cadena                         |
| 2011 | Héroes                               | Pau Freixas                                          |
| 2011 | La mosquitera                        | Agustí Vila                                          |
| 2012 | Eva                                  | Kike Maíllo                                          |
| 2012 | Bruce. La llegenda                   | Daniel Benmayor                                      |
| 2012 | Catalunya über alles!                | Ramon Térmens                                        |
| 2012 | Open 24h                             | Carles Torras                                        |
| 2013 | Blancanieves                         | Pablo Berger                                         |
| 2013 | El bosc                              | Óscar Aibar                                          |
| 2013 | Los niños salvajes                   | Patricia Ferreira                                    |
| 2013 | Fènix 11·23                          | Joel Joan y Sergi Lara                               |
| 2014 | La plaga                             | Neus Ballús                                          |
| 2014 | Barcelona, noche de verano           | Dani de la Orden                                     |
| 2014 | Fill de Caín                         | Jesús Monllaó Plana                                  |
| 2014 | Tots volem el millor per a ella      | Mar Coll                                             |
| 2015 | Rastros de sándalo                   | María Ripoll                                         |
| 2015 | Born                                 | Claudio Zulian                                       |
| 2015 | L'altra frontera                     | André Cruz Shiraiwa                                  |
| 2015 | Stella Cadente                       | Lluís Miñarro                                        |
| 2016 | El camí més llarg per tornar a casa  | Sergi Pérez                                          |
| 2016 | Barcelona, nit d'hivern              | Dani de la Orden                                     |
| 2016 | L'adopció                            | Daniela Fejerman                                     |
| 2016 | Un dia perfecte per volar            | Marc Recha                                           |
| 2017 | La propera pell                      | Isaki Lacuesta e Isa Campo                           |
| 2017 | El rei borni                         | Marc Crehuet                                         |
| 2017 | Las amigas de Ágata                  | Laia Alabart, Alba Cros, Laura Rius y Marta Verheyen |
| 2017 | Tots els camins de Déu               | Gemma Ferraté                                        |
| 2018 | Estiu 1993                           | Carla Simón                                          |
| 2018 | Brava                                | Roser Aguilar                                        |
| 2018 | Incierta gloria                      | Agustí Villaronga                                    |
| 2018 | La película de nuestra vida          | Enrique Baró i Ubach                                 |
| 2019 | Les distàncies                       | Elena Trapé                                          |
| 2019 | Formentera Lady                      | Pau Durà                                             |
| 2019 | Jean-François i el sentit de la vida | Sergi Portabella                                     |
| 2019 | Yo la busco                          | Sara Gutiérrez Galve                                 |
| 2020 | Els dies que vindran                 | Carlos Marqués-Marcet                                |
| 2020 | 7 raons per fugir                    | Esteve Soler, Gerard Quinto y David Torras           |
| 2020 | El viatge de la Marta (Staff Only)   | Neus Ballús                                          |
| 2020 | La innocència                        | Lucía Alemany                                        |
| 2021 | La vampira de Barcelona              | Lluís Danés                                          |
| 2021 | L'ofrena                             | Ventura Durall                                       |
| 2021 | La dona il·legal                     | Ramon Térmens                                        |
| 2021 | Les dues nits d'ahir                 | Pau Cruanyes y Gerard Vidal                          |